# Дизи (Сена и Лоара)
Дизи (фр. Dhuisy) је насељено место у Француској у региону Париски регион, у департману Сена и Марна.
По подацима из 2011. године у општини је живело 281 становника, а густина насељености је износила 35,3 становника/km².

## Демографија
| 1962. | 1968. | 1975. | 1982. | 1990. | 2011. |
| ----- | ----- | ----- | ----- | ----- | ----- |
| 163   | 157   | 136   | 184   | 220   | 281   |